# Eirik Dybendal
Eirik Dybendal (Kongsvinger, 21 aprile 1978) è un ex calciatore norvegese, di ruolo centrocampista.

## Carriera

### Club
Dybendal giocò nel Kongsvinger dal 1996 al 2000. Debuttò nella Tippeligaen in data 17 giugno 1996, sostituendo Vidar Riseth nella vittoria per 5-4 sullo Start. Per la prima rete nella massima divisione norvegese, dovette attendere il 27 settembre 1998, quando andò a segno nella vittoria per 2-1 sul Tromsø.
Nel 2000 passò al Bodø/Glimt. Esordì in squadra il 10 settembre, quando fu titolare nella sconfitta per 2-1 contro il Viking. Realizzò il primo gol in campionato il 28 settembre 2001, nel successo per 5-1 sul Brann.
Al termine di questa esperienza, si trasferì agli svedesi dell'Häcken. Nel 2005, in virtù della promozione del suo club dell'anno precedente, poté debuttare nella Allsvenskan, quando sostituì Marcus Jarlegren nella sconfitta per 2-1 sul campo del Djurgården. Passò poi al Norrköping, con cui rimase fino al termine del campionato 2010.
Nel 2011 passò all'Oddevold